# Ruta Estatal de California 83
La Ruta Estatal de California 83, y abreviada SR 83 (en inglés: California State Route 83) es una carretera estatal estadounidense ubicada en el estado de California. La carretera inicia en el Sur desde la SR 71     en Chino Hills hacia el Norte en la Calle 19 en Upland. La carretera tiene una longitud de 22,5 km (13.998 mi).

## Mantenimiento
Al igual que las autopistas interestatales, y las rutas federales y el resto de carreteras estatales, la Ruta Estatal de California 83 es administrada y mantenida por el Departamento de Transporte de California por sus siglas en inglés Caltrans.

## Cruces
La Ruta Estatal de California 83 es atravesada principalmente por la  SR 60  I 10   en Ontario y Upland.